# Indogermanische Gesellschaft
Die Indogermanische Gesellschaft (Society for Indo-European Studies, Société des études indo-européennes, IG) ist eine Organisation zur Förderung des Studiums der indogermanischen Sprachen und der indogermanischen bzw. historisch-vergleichenden Sprachwissenschaft.

## Geschichte und Tätigkeit
Die Indogermanische Gesellschaft (IG) ist eine internationale wissenschaftliche Organisation, die am 2. September 1953 in München gegründet wurde. Sie setzt sich für die Förderung des wissenschaftlichen Nachwuchses und eine gute Repräsentanz des Faches Indogermanistik in der Öffentlichkeit ein und wirkt im wissenschaftspolitischen Bereich als Interessenvertretung des Faches auch über nationale Grenzen hinaus. Außerdem unterstützt die IG jährlich die Organisation von mindestens einer Tagung.
Zurzeit (2017) führt die Gesellschaft weltweit circa 270 Mitglieder aus der Indogermanistik, Allgemeinen Sprachwissenschaft und benachbarten Fächern namentlich.

## Zeitschrift
Die Indogermanische Gesellschaft gibt den „Kratylos“, das kritische Berichts- und Rezensionsorgan für indogermanische und allgemeine Sprachwissenschaft, im Ludwig-Reichert-Verlag heraus. Er ist benannt nach Platons gleichnamigem Dialog Kratylos, in dem sprachliche und sprachphilosophische Erscheinungen sowie vor allem die Frage nach der Willkürlichkeit sprachlicher Zeichen (Arbitrarität) erörtert werden.